# XXIIe dynastie égyptienne
v. 943 AEC – v. 715 AEC
Entités précédentes :
- XXIe dynastie

Entités suivantes :
- XXIIIe dynastie
- XXIVe dynastie
- XXVe dynastie

La XXIIe dynastie pharaonique, de la Troisième Période intermédiaire, est une dynastie d'origine berbère amazighe libyque,, qui gouverne l'Égypte antique en commençant à la suite de la XXIe dynastie avec Sheshonq Ier vers 943 AEC (même si l'oncle de ce dernier, Osorkon l'ancien, avait déjà régné auparavant et est considéré comme faisant partie de la XXIe dynastie) et se terminant en plusieurs endroits à des dates différentes. En effet, cette XXIIe dynastie règne d'abord sur une Égypte unifiée, puis en parallèle avec les XXIIIe, XXIVe, et XXVe dynasties à la suite du morcellement du pays dès la fin du règne d'Osorkon II à partir de 834 AEC avec l'émergence d'un royaume à Thèbes issu d'une branche cadette de la dynastie.

## Histoire

### Origines

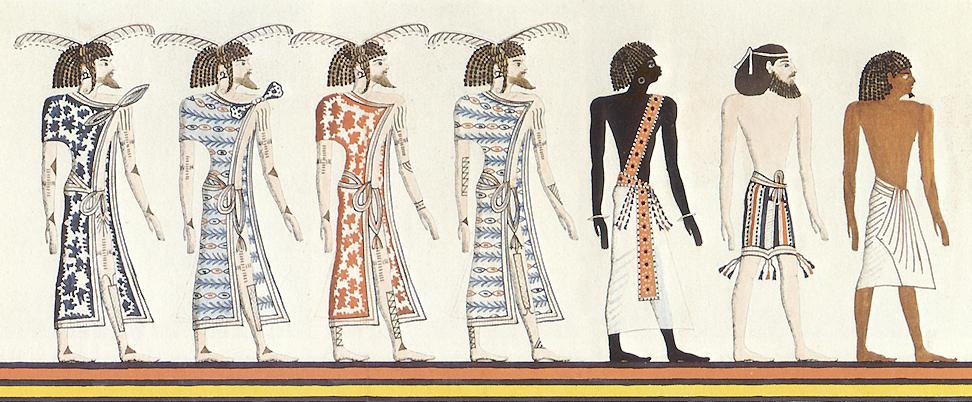
Libyens, Nubien, Syrien et Égyptien peints sur la tombe de Séthi Ier.

Les Libyens, de la tribu des Mâchaouach (ou Mâ) comme celle de la tribu des Libou, sont bien implantés dans le delta du Nil, et ce depuis bien avant le règne de Sheshonq Ier, peut-être dès le règne de Ramsès III. En effet, les premiers sheshonqides exercèrent semble-t-il des fonctions militaires dans la région de Per-Sopdou. Toujours est-il que, si les rois de la dynastie portent des noms libyens, ce n'est pas par une volonté de mettre en avant une culture libyque ancestrale maintenue sur plusieurs générations mais par tradition familiale (par exemple un fils se voyait attribuer le nom de son grand-père). Les Libyens devaient avoir été culturellement assimilés, parlant l'égyptien et honorant les dieux égyptiens. Leurs titres de « Chef des Mâ » et de « Chef des Libou », s'ils ont bien une origine ethnique, ont bien plus pris la marque d'une fonction que la marque d'une ethnie et il est à noter que si les Hyksôs avant eux, et les Koushites, les Perses et les Grecs après eux ont bien une culture matérielle distincte de celle des Égyptiens, une culture matérielle libyque n'est en rien distinguable dans le registre archéologique.
La famille de Sheshonq Ier faisait partie de la tribu des Mâchaouach. Elle est inscrite sur la stèle de Pasenhor où la généalogie de Pasenhor, prêtre et lointain descendant de Sheshonq Ier, est décrite, remontant à six générations avant le fondateur de la XXIIe dynastie. Comme dit précédemment, les premiers sheshonqides exercèrent semble-t-il des fonctions militaires dans la région de Per-Sopdou. Il est probable que la famille de entretenait des liens avec les dirigeants de la XXIe dynastie. Osorkon l'ancien, oncle de Sheshonq Ier, a en effet régné pendant la XXIe dynastie, entre des rois égyptiens (Amenemopet (pharaon) et Siamon), sans que cela ne pose visiblement problème. Des liaisons matrimoniales sont possibles, même si cela reste spéculatif.

### Avènement et règne sur une Égypte unifiée

#### SheshonqIer

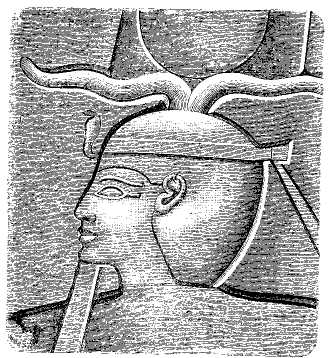
Gravure d'un relief de Sheshonq Ier trouvé à Karnak.

À la mort de Psousennès II, sous le règne duquel il semblait être le numéro deux ou trois de l'État (après le roi lui-même), Sheshonq Ier, neveu d'Osorkon l'ancien, monte sur le trône vers 943 AEC pour un règne d'environ vingt et un ans. Il s'allie avant même le début de son règne aux grandes familles thébaines et memphites : le grand prêtre de Ptah Chedsounéfertoum semble épouser une sœur de Sheshonq Ier nommée Méhytemousekhet tandis que son propre fils, le futur Osorkon Ier, avait épousé Maâtkarê, la fille de Psousennès II. Ces différents éléments assurent une transition sans heurt entre la XXIe dynastie et la XXIIe dynastie. 
C'est sous son règne que sont transportées dans la tombe DB320 les momies de la famille des grands prêtres d'Amon de la XXIe dynastie ainsi que celles de plusieurs rois du Nouvel Empire. Le roi inaugure une politique d'apanage en octroyant des fonctions importantes à ses fils, politique poursuivie par ses successeurs. Ainsi, Ioupout devient généralissime du Sud et grand prêtre d'Amon, Nimlot devient général d'Héracléopolis et grand prêtre d'Héryshef tandis que Djedptahiouefânkh, qui était peut-être son fils, devient troisième prophète d'Amon et chef du district autour de Thèbes. De plus, sa probable fille Méhytemouskhet devient divine adoratrice d'Amon vers 940 AEC. Il continue de s'allier au cours de son règne aux puissantes familles locales : sa fille Tashepenbastet épouse le général et troisième prophète d'Amon Djeddhéhoutyiouefânkh, une fille de Ioupout épouse le quatrième prophète d'Amon Djedkhousouiouefânkh et une autre fille du roi, Tanytsepeh, épouse le grand prêtre de Ptah Chedsounéfertoum de Memphis.

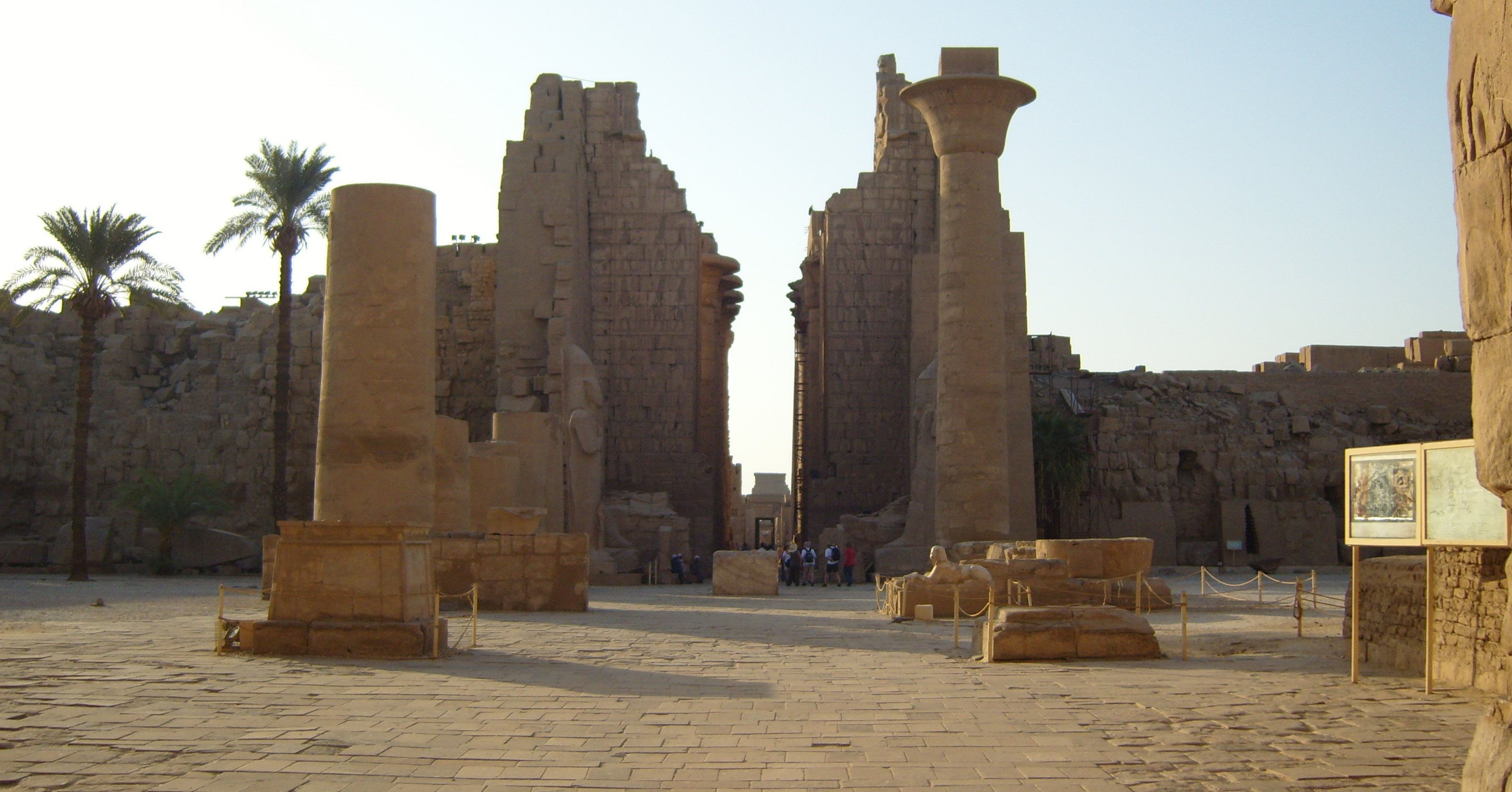
Première cour avec vue sur le IIe pylône d'Horemheb et le kiosque de Taharqa - Enceinte d'Amon-Rê.

Le roi est l'auteur d'un important programme architectural, son nom ayant été retrouvé à Tanis (sphinx usurpés et temples d'Amon et de Mout), Memphis (table d'embaumement des taureaux Apis au niveau du temple de Ptah, un temple des millions d'années est également connu par les textes mais n'a pas été retrouvé), Héliopolis, Athribis, Pithom, Tell Tebilleh, Héracléopolis (bloc portant un décret rappelant les donations des élites locales au temple d'Héryshef), El Hibeh (construction d'un temple d'Amon), Thèbes (première cour du temple d'Amon de Karnak principalement) et Éléphantine tandis que le nom de son fils Ioupout a été retrouvé à Abydos (édifice s'apparentant à un cénotaphe).
De plus, le roi a organisé a minima une campagne en Palestine, comme figuré sur le mur sud de la cour du temple d'Amon à Karnak. Cette campagne est encore assez floue, que ce soit sa raison d'être, la date et les lieux visités mais il semble qu'elle avait des raisons économiques, qu'elle a eu lieu vers 927-926 AEC et que les armées égyptiennes visitèrent le Néguev, la plaine côtière (Gaza, Gezer) et les confins de ce qui sera où était déjà le royaume d'Israël (vallée de Jezraël avec Megiddo et vallée moyenne du Jourdain). Le roi a également noué des relations étroites avec les cités phéniciennes alors en pleine expansion, comme l'atteste un fragment de base d'une statue (en) de Sheshonq Ier portant le nom du roi Abibaal.

#### OsorkonIer
Osorkon Ier succède à son père Sheshonq Ier vers 922 AEC, pour un règne d'environ trente-cinq ans. Le roi poursuit la politique initiée par son père d'apanage des principales fonctions clés à des fils royaux avec peut-être une petite entorse avec un certain Osorkon qui serait grand prêtre d'Héryshef à la suite de son père Nimlot et donc un petit-fils du roi Sheshonq Ier, mais peut-être est-il devenu grand-prêtre pendant le règne de son grand-père. Un texte daté d'Osorkon Ier et retrouvé à Bubastis précise bien ce fonctionnement où lorsque le détendeur d'une des principales fonctions du pays meurt, le roi (Osorkon et ses successeurs) doit alors le remplacer par l'un de ses propres fils. La famille d'Osorkon étant moins bien connu que celle de son père ou celle de son petit-fils Osorkon II, l'évaluation de la mise en pratique d'une telle politique est difficile. Toujours est-il que le fils qu'il a eu avec la reine Maâtkarê, fille de Psousennès II, nommé Sheshonq comme son grand-père, devient grand prêtre d'Amon à la suite de son oncle Ioupout.

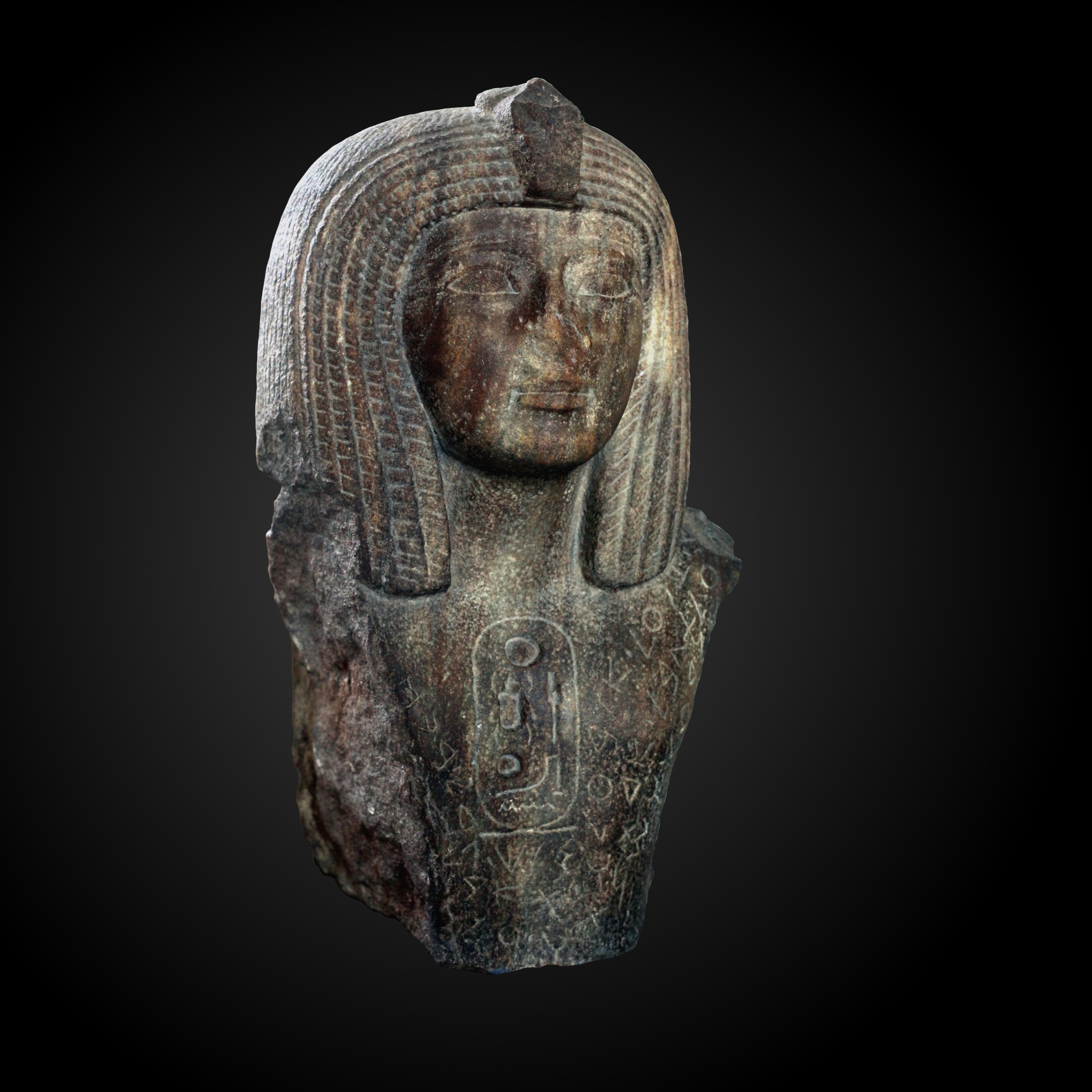
Buste d'Osorkon Ier découvert à Byblos.

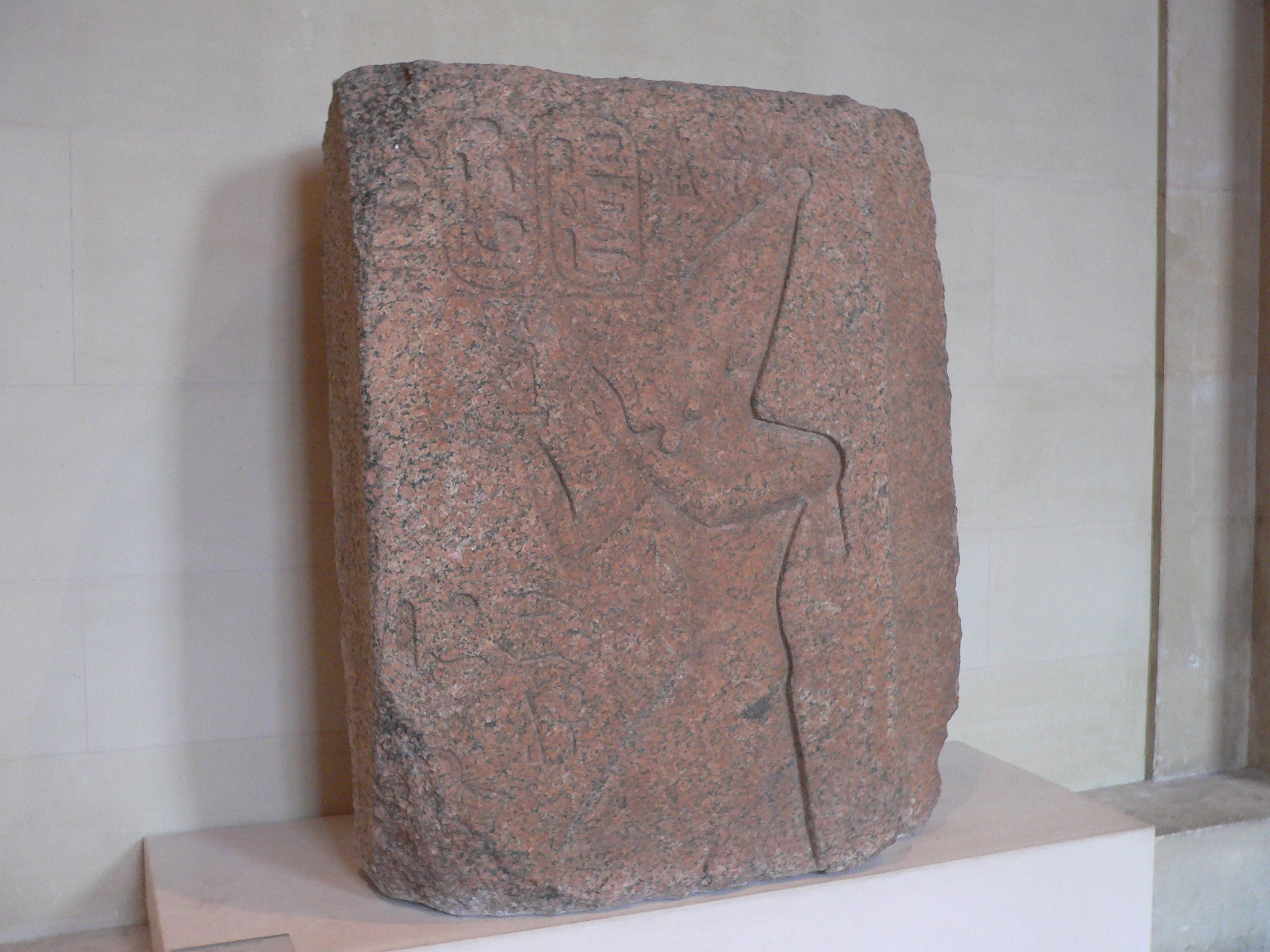
Bas-relief représentant Osorkon Ier, provenant du grand temple de Bastet, à Bubastis.

Le roi est bien attesté à travers l'Égypte : à Bubastis, il construisit une cour et une colonnade hathorique en granit dans le temple de Bastet ainsi que peut-être un petit temple dédié à Atoum ; à Tanis, son nom est lié à son mobilier funéraire dans la nécropole royale ; à Tell el-Yahoudieh, une statuette en bronze du roi a été retrouvée ; à Memphis, un linteau représentant le roi et deux notables locaux devant Isis et Horus a été retrouvé ; à Atfieh, un relief montre le roi allaité par Isis ; à El Hibeh, il termine la construction du temple d'Amon commencé par son père ; à Abydos ont été trouvés des vases votifs à son nom ; enfin à Thèbes, il continue la cour commencée par son père dans le temple d'Amon mais ne fait pas terminer les reliefs pour une raison inconnue.
Il semble, selon des stèles de donations, être l'auteur d'importantes donations d'or et d'argent sous forme de vaisselles (5 010 deben d'or et 30 720 deben d'argent) et de statues (15 345 deben d'or et 14 150 deben d'argent) aux temples de Rê-Atoum à Héliopolis, de Thot à Hermopolis et d'Amon à Thèbes. La valeur réelle du deben pour cette période n'étant pas assurée et les quantités très importantes de métaux ne permettent pas de s'assurer de la réalité de ces dons : peut-être le roi a fait passer la quantité de métaux précieux possédée par les temples pour des donations.
L'activité internationale du roi est mal connue. Un buste du roi trouvé à Byblos et portant une dédicace du roi Elibaal serait un cadeau diplomatique du roi égyptien pour son homologue levantin. La Bible mentionne également qu'un général Koushite nommé Zerah (inconnu par ailleurs) aurait mené une expédition égyptienne contre le royaume de Juda où régnait alors Asa. Si la réalité de l'évènement tel que décrit dans la Bible est loin d'être assuré, le texte étant bien plus tardif que le règne d'Osorkon Ier, la réalité d'une intervention de ce dernier au Levant est possible, dans le but de maintenir les acquis obtenus par son père Sheshonq Ier.

#### D'OsorkonIeràOsorkonII

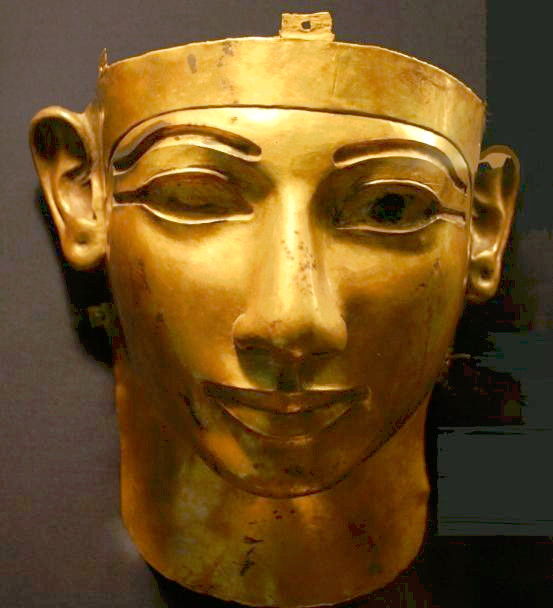
Masque funéraire de Sheshonq II a, trouvé à Tanis.

La succession des rois qui suit Osorkon Ier (mort vers 887 AEC) et précède Osorkon II (début du règne vers 865 AEC) est floue. Trois noms sont connus : Takélot Ier, Sheshonq II (ou IIa) et Sheshonq IIb. Alors que trois rois inconnus sont placés par Manéthon entre Osorkon Ier et Takélot Ier.
De Takélot Ier, très peu de choses sont connues : il est le fils d'Osorkon Ier et le père d'Osorkon II, il aurait régné treize ans selon Manéthon et il est le commanditaire d'une activité architecturale (seul un bloc inscrit porte son nom) au Sérapéum de Memphis et de quatre stèles de donations trouvée à Bubastis dont l'une d'elle porte la mention d'un an IX. Sa dernière demeure n'a pas été retrouvée mais il a été réenterré dans la tombe de son fils Osorkon II dans la nécropole royale de Tanis. Il semble que ce soit bien Osorkon II lui-même qui ait procédé à la réinhumation, ce qui indiquerait qu'il n'a pas succédé directement à son père.
Sheshonq IIa est connu uniquement par son inhumation (ou plutôt sa réinhumation) dans le tombeau de Psousennès Ier dans la nécropole royale de Tanis. S'il fait assurément partie de la famille royale, sa place au sein de cette famille est inconnue. Il a été auparavant assimilé au prince Sheshonq, fils d'Osorkon Ier et de Maâtkarê et grand prêtre d'Amon, mais cette hypothèse a depuis été réfutée car jamais ce prince Sheshonq n'est mentionné comme étant roi par ses descendants.
Un second roi, Toutkhéperrê Sheshonq IIb, n'est attesté que par un linteau à Bubastis et un ostracon à Abydos. S'il fait lui aussi assurément partie de la famille royale, sa place au sein de cette famille est inconnue.
De plus, des documents du sud du delta contemporains de cette époque parlent d'un général Nimlot fils d'un roi Sheshonq. Si ce roi avait auparavant été assimilé à Sheshonq Ier, il est possible qu'il s'agisse en fait de l'un de ces deux rois.

#### HorsaïsetIer

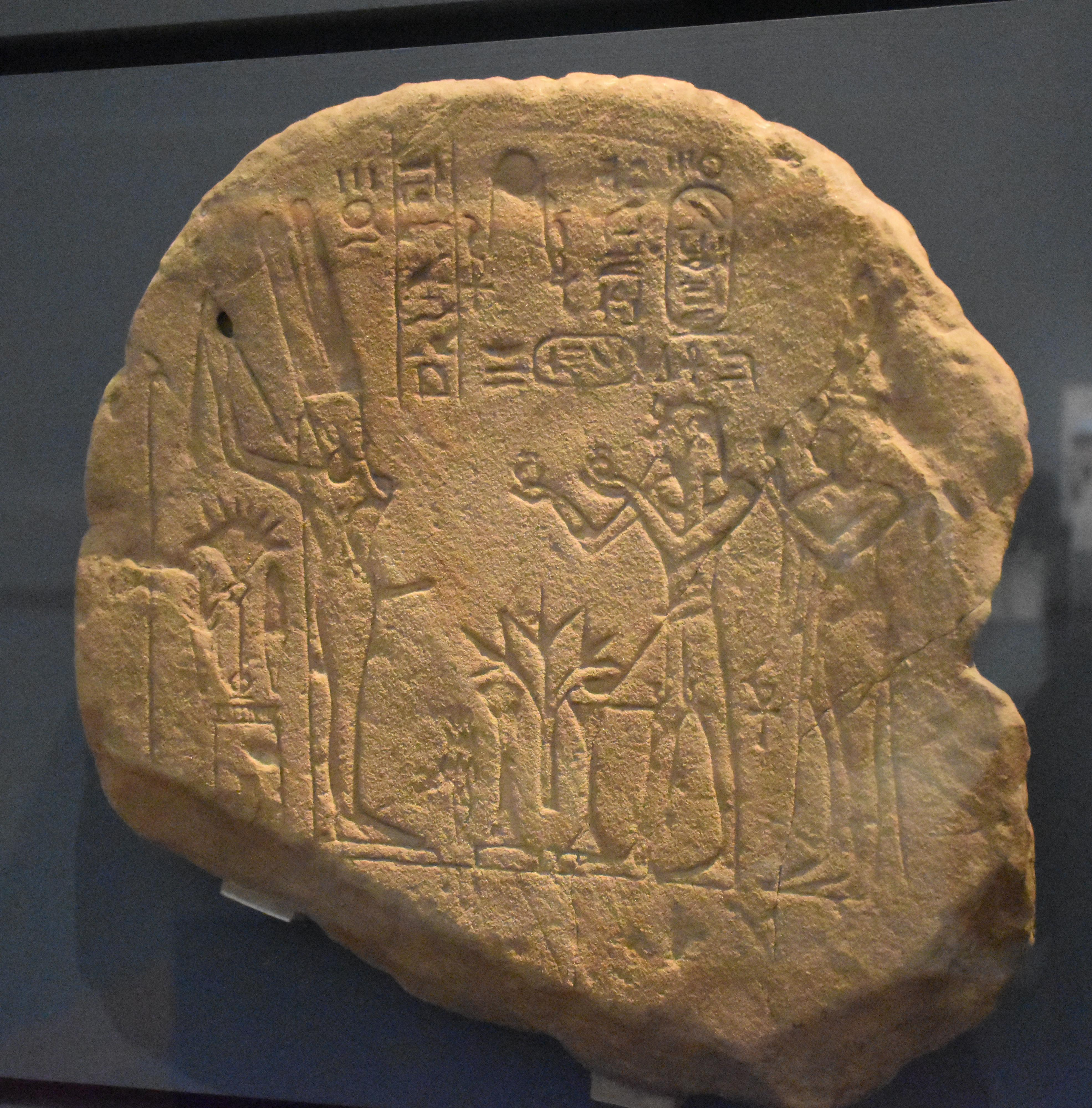
Stèle d'Horsaïset suivi de Karomânâ, épouse du dieu, face à Amon-Kamoutef.

Un personnage assez énigmatique émerge à Thèbes à cette période : le roi Horsaïset Ier. Rien n'est certain : s'est-il proclamé roi avant ou au début du règne d'Osorkon II ? est-il un descendant d'une famille de grands prêtres thébains ou d'une lignée collatérale de la famille sheshonqides ? est-il un corégent plus ou moins officiel du roi bubastite ou un roi en révolte ?
Sur l'une des statues de Nakhtefmout, trésorier et quatrième prophète d'Amon, sont gravées les titulatures d'Osorkon II et d'Horsaïset Ier, assurant ainsi que ce dernier a régné au moins en partie au cours du règne d'Osorkon II. De plus, Osorkon II n'est pas attesté avant l'an XII à Thèbes. Ainsi, soit Horsaïset est un roi en révolte et a régné avant l'an XII d'Osorkon II, soit il est un roi en corégence, son règne peut donc être situé n'importe quand au cours du règne d'Osorkon II. Enfin, Horsaïset Ier a parfois été assimilé au fils nommé Horsaïset du grand prêtre d'Amon Sheshonq, le fils d'Osorkon Ier et de Maâtkarê. Si un tel lien est possible, il n'est pas assuré.

#### OsorkonII
Osorkon II, fils de Takélot Ier, succède donc à l'un de ces rois de cette période confuse pour un règne assez long (plus de trois décennies), même si la date la plus haute qui lui est attribuable est l'an XXIX. Sa famille est bien connue et il poursuit la politique d'apanage mise en place par Sheshonq Ier et poursuivie par Osorkon Ier : son fils Sheshonq devient grand prêtre de Ptah à Memphis, son propre fils Takélot lui succède à cette charge et prend également le titre de chef des Mâ ; un autre fils d'Osorkon II, Nimlot, devient dans un premier temps de Pisékhemkhéperrê près d'Héracléopolis ainsi que grand prêtre d'Héryshef, puis, probablement à la mort d'Horsaïset Ier ou de son fils ...dou, il devient grand prêtre d'Amon à Thèbes et son propre fils Takélot lui succède à cette charge vers la fin du règne d'Osorkon II ; enfin, Karomama Mérytmout, divine adoratrice d'Amon, était probablement sa fille.

Profil d'Osorkon II coiffé de la couronne blanche - Relief provenant de Bubastis - Musée du Louvre.

Le roi est également un grand bâtisseur. Il construit une nouvelle cour derrière celle de son grand-père Osorkon Ier, des colonnes hathoriques et fait dresser deux colosses ramessides réinscrits à son nom et celui de son épouse Karomama II dans le temple de Bastet à Bubastis. À Tanis, un second pylône est ajouté devant le temple d'Amon, un bâtiment à colonnes palmiformes est connu à l'est du temple, mais il ne s'agit peut-être pas de son emplacement d'origine, enfin Osorkon II fait déplacer à Tanis énormément de statues et de blocs provenant de Pi-Ramsès que Ramsès II avait lui-même récupéré de constructions de antérieures datant du Moyen Empire. Il intervient également dans la nécropole royale en réaménageant un tombeau préexistant à son profit en y inhumant son fils Hornakht, mort à l'âge de huit ans, et en y réinhumant son père Takélot Ier. De plus, le réaménagement de la nécropole qui voit le déplacement des momies de Siamon, Psousennès II et Sheshonq IIa dans la tombe de Psousennès Ier. À Léontopolis, un colosse du Moyen Empire regravé et des blocs inscrits laissent supposer une intervention dans le temple principal de la ville. De plus, la tombe de la reine Kama, de style très proche des tombeaux de la nécropole royale de Tanis, pourrait laisser penser qu'il s'agit de la dernière demeure de l'épouse principale d'Osorkon II, la reine Karomama II.
Le roi est aussi connu en Haute-Égypte, mais plus faiblement : des vases votifs au nom du roi ont été trouvés à Abydos, tandis qu'à Thèbes, les attestations se résument à un décret en faveur du temple d'Amon inscrit sur un mur dans la cour du VIe pylône et trois chapelles à Karnak-Nord, dont l'une était dédiée à Osiris Oup-ished et à Horus-fils-d'Isis, et une deuxième à Osiris Khnem-Maât, dans laquelle Osorkon II est associée à la divine adoratrice (et probablement sa fille) Karomama Mérytmout.
Un fragment de statue assise d'Osorkon II retrouvée à Byblos témoigne probablement de la continuité des cadeaux diplomatiques aux rois de Byblos faits par les prédécesseurs d'Osorkon II. De plus, une jarre au nom d'Osorkon II et trouvée dans le palais des Omrides à Samarie prouve les échanges commerciaux entre l'Égypte et le Levant, Levant qui s'est de plus en plus développé depuis l'époque du règne d'Osorkon Ier. Enfin, alors que la menace assyrienne commence à se faire sentir au Levant et à la suite de la conquête du nord de la Syrie par ces mêmes assyriens, une coalition composée des royaumes de Hamath, de Damas et d'Israël se met en place et est rejoint par l'Égypte pour laquelle elle envoie seulement 1 000 soldats, Osorkon ne prenant peut-être pas la mesure de la menace assyrienne. La bataille a lieu à Qarqar, sur l'Oronte, et se solde par une défaite assyrienne. L'Égypte reste par la suite spectatrice de ce qu'il se passe au Levant pour plusieurs décennies.
Il est à noter que si Osorkon II semble au début prendre la main sur l'ensemble du pays en nommant des fils à des postes importants à Memphis, Héracléopolis et Thèbes, il s'avère que ce sont les fils de ces derniers qui succèdent chacun à leur père. Cela montre la faible emprise d'Osorkon II sur ses propres fils à la fin de son règne et annonce la guerre qui s'ensuivra à sa mort entre les différentes factions de la dynastie, voire avant sa mort pour Thèbes, car il semble que Takélot, fils de Nimlot et donc petit-fils d'Osorkon II, se proclame roi en Haute-Égypte avant même la fin du règne de son grand-père.

### Division du pays

#### Début de la division
Avant même la fin du règne d'Osorkon II, l'un de ses présumés petit-fils, Takélot  II, alors grand prêtre d'Amon à Thèbes, se proclame roi de Haute-Égypte vers 834 AEC et laisse son poste de grand prêtre d'Amon à Horsaïset II, petit-fils présumé d'Horsaïset Ier. Puis Sheshonq III, présumé fils d'Osorkon II (si Sheshonq III appartient incontestablement à la famille royale, le lien exact avec Osorkon II est inconnu), est couronné roi à Bubastis vers 830 AEC à la suite de ce dernier. Commence alors une lutte entre les deux factions. Sheshonq III lance une politique énergique visant à reprendre en main la Haute-Égypte, il sera d'ailleurs reconnu en l'an VI de son règne à Thèbes sur une inscription nilométrique du quai du temple de Karnak sur laquelle il est associé au grand prêtre d'Amon Horsaïset II. Sheshonq III semble donc avoir joué des rivalités entre Takélot II et Horsaïset II pour s'imposer dans cette région. En réaction et dans des circonstances obscures, Takélot II fait remplacer Horsaïset II par son fils Osorkon (le futur Osorkon III), et ce avant l'an XI de son règne (en effet, une révolte thébaine éclate contre Takélot et Orokon pendant les années 11 et 12 du règne de Takélot). C'est avec cette révolte qu'entre en lice un certain Pétoubastis Ier (ou Padibastet), présumé frère d'Horsaïset II et qui se proclame aussi roi tout en soutenant ce dernier en tant que grand prêtre d'Amon. Se met en place ainsi trois camps : Sheshonq III en Basse-Égypte et les duos Takélot II-Osorkon III et Pétoubastis Ier-Horsaïset II pour le contrôle de la Haute-Égypte.

#### Basse-Égypte à partir de SheshonqIII

##### SheshonqIII

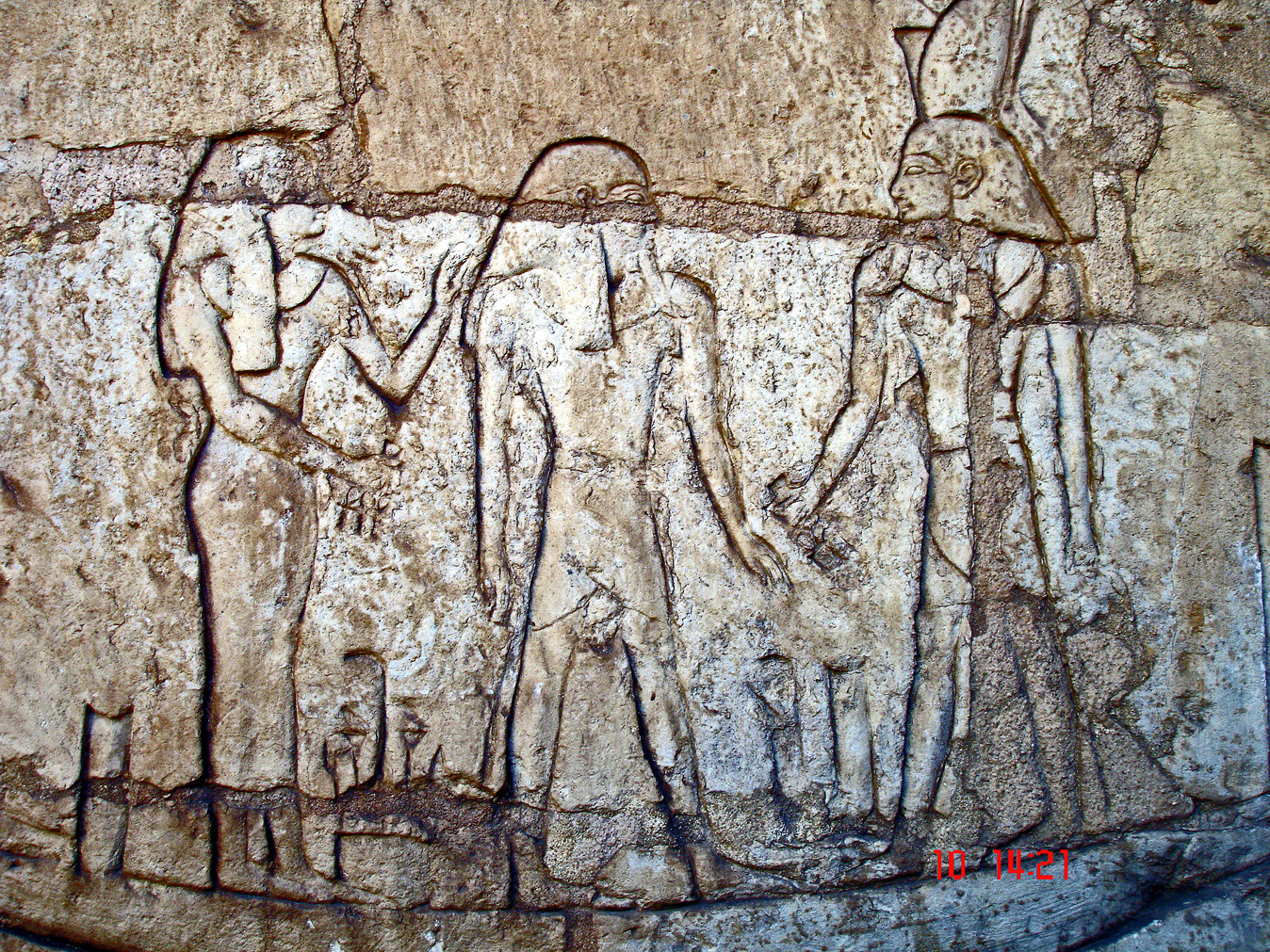
Sheshonq III avec Atoum sur la barque des morts dans le Tombeau de Sheshonq III à Tanis.

Roi basé dans à Bubastis et Tanis pendant près de quatre décennies, Sheshonq III n'a été reconnu que par intermittence en Haute-Égypte dans le cadre de la guerre en cours pour le contrôle de la région, se contentant d'appuyer un camp puis l'autre. Si Pétoubastis a été reconnu pendant un temps à Héracléopolis, Sheshonq III y est en tout cas reconnu en l'an XXVI de son règne, comme l'atteste une stèle. Le roi est relativement actif dans le domaine architectural, comme l'atteste de les monuments à son nom, particulièrement à Tanis. 
Toutefois, son règne voit la montée en puissance dans le delta des chefs locaux portants des titres comme chef des Mâ, chef des Libou et fils royal de Ramsès, cumulant fonctions administratives, militaires et sacerdotales. Ces dirigeants locaux sont souvent des fils royaux (Memphis avec Shéshonq puis Takélot puis Padiaset, fils, petit-fils et arrière-petit-fils d'Osorkon II, Athribis-Héliopolis avec Bakennefy et Bousiris (Égypte) avec Takélot, tous deux fils de Sheshonq III), pratique d'apanage bien connue depuis le début de la dynastie mais dont les personnes concernées cumulent plus de fonctions qu'auparavant, particulièrement les fonctions sacerdotales, auparavant prégoratives roayles. Il s'agit peut-être d'une volonté de décentralisation du pouvoir par Sheshonq III. Certains de ces chefs ne sont toutefois pas d'ascendance royale, comme Hornakht Ier à Mendès et Iouferâa à Pharbaethos. 
Les Libou, absents de la documentation égyptienne depuis l'époque ramesside, refont leur apparition et affichent une certaine unité avec la présence d'un seul chef, contrairement aux chefs de Mâ qui sont contemporains les uns des autres. Ceci pourrait attester d'une nouvelle poussée d'immigration libyenne pendant le règne de Sheshonq III. Ces Libou se seraient installés dans l'ouest du delta et leur premier chef reconnu est un certain Inamonnayefnébou, qui officie dans une donation èa la triade osirienne en l'an XXXI du règne de Sheshonq III. À partir de lui, toutes une série de chefs est documentée, montrant l'expansion de leur territoire dans l'ouest du delta à partir d'un noyau centré sur Bouto, Imaou et Saïs. Le règne de Sheshonq III marque clairement la fin d'un pouvoir centralisé et le début de ce que Frédéric Payraudeau appelle la polyarchie, ce phénomène de montée en puissance des dirigeants locaux ira en s'accentuant avec ses successeurs.

##### SheshonqIIIa et PamyIer

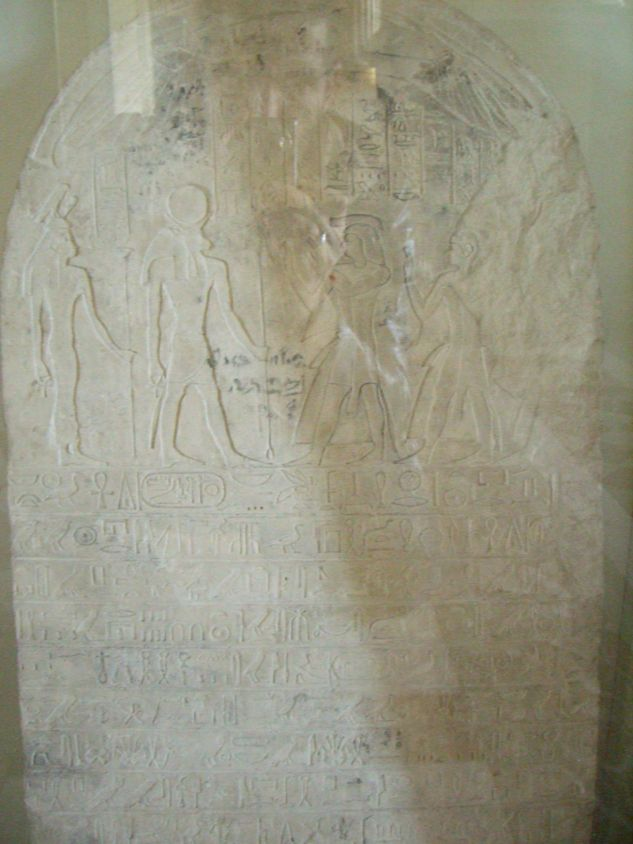
Stèle de l'Apis enterré en l'an II de Pamy Ier trouvée au Sérapéum de Saqqarah - Musée du Louvre.

Le successeur de Sheshonq III était un certain Sheshonq IIIa (aussi numéroté IV), il règne environ treize ans. Peu de choses sont connues de lui si ce n'est quelques éléments portant son nom, dont un socle de statue en quartzite trouvé à Tanis. S'il est toujours reconnu, du moins nominalement dans l'ensemble du delta et Memphis (voire peut-être jusqu'à Atfieh, Sheshonq V y étant reconnu plus tard), son influence ne semble par aller plus loin vers le sud. Au chef de Mâ Hornakht Ier à Mendès lui succède son fils Smendès IV tandis que le Nimlotpyd est le seul chef des Libou attesté de son règne.
Le successeur de Sheshonq IIIa est Pamy Ier, qui peut être un fils de l'un de ses deux prédécesseurs. Son règne est relativement court (entre sept et onze ans selon les reconstitutions) et, tout comme son prédécesseur, son autorité centrée sur Bubastis et Tanis ne semble pas dépasser Memphis (où il est attesté sur des stèles représentant l'arrière-petit-fils d'Osorkon II Padiaset - cité précédemment - avec ses fils Horsaïset et Takélot) au sud (voire peut-être Atfieh, Sheshonq V y étant reconnu plus tard), cette même autorité restant toute nominale avec les chefs locaux de l'ensemble de la Basse-Égypte.

##### SheshonqV

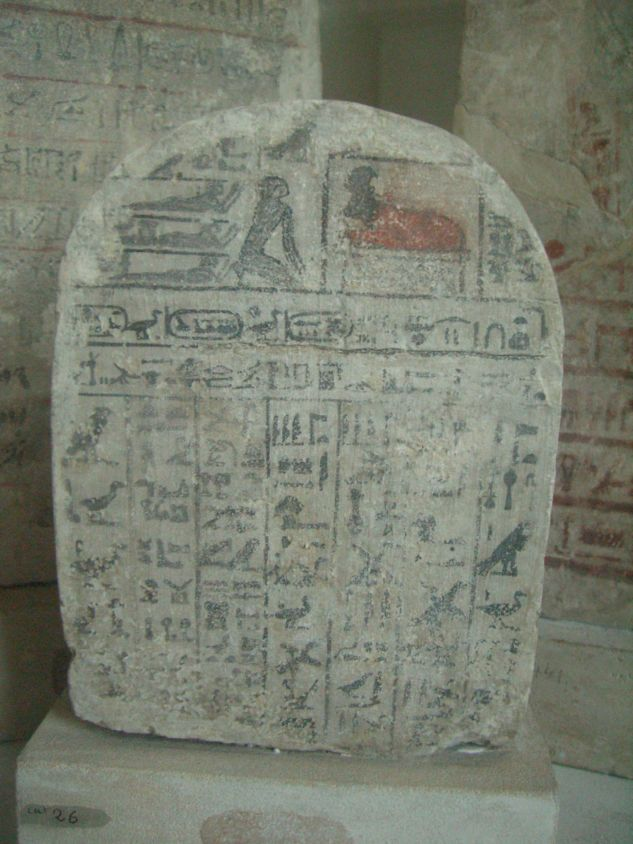
Stèle du bœuf Apis, enterré(e) en l'an du règne de Sheshonq (Musée du Louvre à Paris).

À Pamy Ier lui succède son fils Sheshonq V. Il devait être relativement jeune, puisque son règne dura a minima 38 années. À partir de son règne débute un mouvement archaïsant à plusieurs niveaux comme la titulature ou la statuaire, qui renvoie clairement aux modèles des Ancien et Moyen Empires. S'il reste bien reconnu à Memphis, où vont se succéder les descendants de Padiaset (ses fils Horsaïset et Takélot et le fils du premier Ânkhefensekhmet) et même un peu plus au sud à Atfieh, son autorité est sérieusement remise en doute, par exemple à Mendès où Hornakht II, qui a succédé à son père Smendès IV, réalise une inscription utilisant le comput d'années de règne de Sheshonq V mais sans le nommer, et plus tard où Smendès V, fils d'Hornakht II, n'utilise même plus le comput d'années de règne de Sheshonq V mais plutôt celui d'Ioupout II, ne reconnaissant ainsi plus du tout le roi Sheshonq V. En effet, Ioupout II se déclare roi à Léontopolis au cours du règne de Sheshonq V, Léontopolis étant une ville relativement proche du cœur du territoire de Sheshonq V.
Du côté de l'ouest du Delta, totalement hors du contrôle de Sheshonq V dont seul le comput des années de règne est utilisé pour dater les inscriptions, le chef des Libou Nimlotpyd est remplacé par un certain Te(te)r au plus tard en l'an VII de Sheshonq V. Toutefois, un chef des Mâ émerge en la personne d'Osorkon C à Saïs et Bouto. Puis un certain Ker, chef à la fois des Libou et des Mâ est reconnu au plus tard en l'an XIX de Sheshonq V, les deux entités ayant dû fusionner à un moment donné. Lui succède un certain Roudamon au plus tard en l'an XXXI de Sheshonq V. Un certain Ânkhhor, attesté en l'an XXXVIII à Memphis et portant également les titres de chef des Mâ et de chef des Libou, a peut-être succédé à Roudamon. Toujours est-il qu'à la fin du règne de Sheshonq V voit l'émergence de Tefnakht qui fera de Saïs l'une des plus grandes puissances du delta et mènera une coalition contre l'expansion Koushite quelques années après la fin du règne de Sheshonq V.
À la mort de Sheshonq V vers 731 AEC, le territoire égyptien est plus que jamais fractionné, avec au nord de multiples principautés et royaumes et au sud un territoire soumis aux Koushites de la XXVe dynastie. À Sheshonq V semble lui succéder un certain Pétoubastis II de la XXIIIe dynastie.

#### Haute-Égypte à partir de TakélotII

##### Lutte en Haute-Égypte

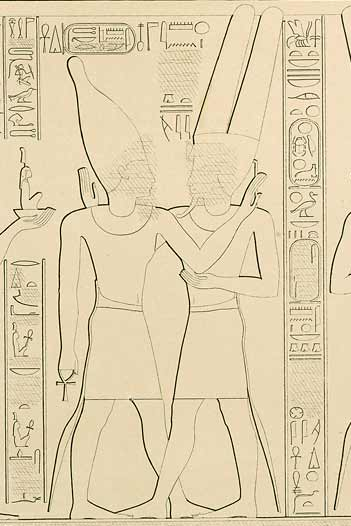
Dessin d'un relief représentant le pharaon Takelot II (à gauche) avec le dieu Amon (à droite), temple de Karnak.

La révolte des ans XI et XII contre Takélot II et son fils le grand prêtre d'Amon Osorkon ne semble toutefois pas fonctionner car si Pétoubastis Ier se proclame roi, Takélot II reste reconnu à Thèbes jusqu'en l'an XV. Pétoubastis Ier a dû s'installer ailleurs, pendant cette période avant de revenir plus tard. En effet, une deuxième révolte, soutenue par les élites thébaines, éclate à Thèbes en l'an XV (soit l'an XI de Sheshonq III et l'an IV de Pétoubastis Ier), ceci associé à l'alliance momentanée entre Sheshonq III et Pétoubastis Ier permet de vaincre Takélot II et Osorkon. Pétoubastis réinstalle donc Horsaïset II comme grand prêtre d'Amon tandis que Takélot et Osorkon se réfugient dans un lieu inconnu. L'alliance a dû durer un certain temps car une première inscription sur le quai de Karnak montre ces deux rois avec le grand prêtre Horsaïset II et une seconde inscription sur le Xe pylône de Karnak indique que le général Pasedbastet, fils de Sheshonq III, a restauré ce pylône tout en s'associant avec Pétoubastis. La Moyenne-Égypte était également soumise aux aléas politiques, car Héracléopolis, verrou stratégique entre la Haute et la Basse-Égypte, a reconnu à un moment donné Pétoubastis comme roi alors que la ville était auparavant sous domination bubastite. La domination de Pétoubastis sur la Thèbes ne dure qu'environ une décennie car Takélot II et son fils Osorkon dominent à nouveau Thèbes en l'an XXIV de Takélot.

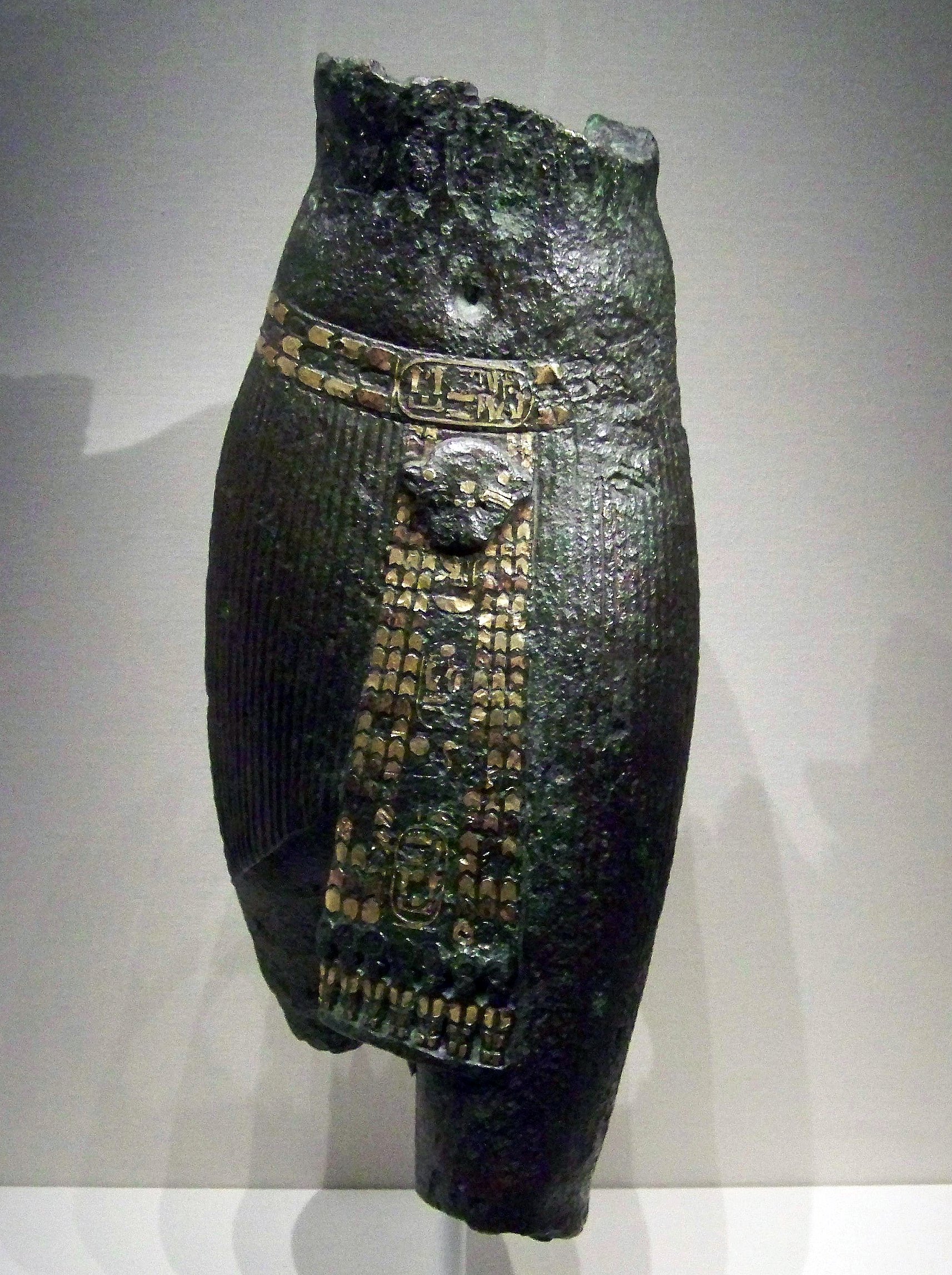
Fragment d'une statue de Pétoubastis Ier.

Toujours est-il qu'à la mort de Takélot II en l'an XXVI de son règne, c'est un certain Ioupout Ier, autre membre de la famille royale (un fils d'Osorkon II ou de Pétoubastis Ier ?), qui lui succède et non le fils de Takélot, le grand prêtre d'Amon Osorkon. Ce règne durera a minima douze ans. Si certains pensent que Ioupout Ier et Pétoubastis Ier étaient alliés sur la base d'une inscription nilométrique sur laquelle les deux rois sont mentionnés (l'an II de Ioupout correspondant à l'an XVI de Pétoubastis), ceci n'est pas certain. C'est alors qu'Osorkon s'allie à Sheshonq III, probablement parce que Pétoubastis menaçait le pouvoir de Shéshonq. Ainsi, de l'an XXII à l'an XXV de son règne, Osorkon est rétabli comme grand prêtre d'Amon à Karnak sous la suzeraineté toute théorique de Sheshonq III. En effet, en l'an XXV du règne de Sheshonq III (c'est-à-dire l'an XVIII du règne de Pétoubastis), Osorkon est chassé de la ville par une troisième révolte soutenue par Pétoubastis qui rétablit une fois de plus Horsaïset II au poste de grand prêtre d'Amon. En l'an XXVII du règne de Sheshonq III, Osorkon revient à nouveau à Thèbes en conquérant la ville à l'aide d'une flotte venue du sud et reste au poste de grand prêtre d'Amon jusqu'en l'an XXIX du règne de Sheshonq III (c'est-à-dire l'an XXII du règne de Pétoubastis). En effet, Pétoubastis reconquiert la ville à l'aide de ses troupes.
L'année suivante, en l'an XXIII du règne de Pétoubastis, un certain Takélot dont rien n'est connu (peut-être un fils d'Horsaïset II) est reconnu grand prêtre d'Amon à Thèbes. Pétoubastis disparaît peu après et un certain Sheshonq IV prend lui succède. Peu de choses sont connues de lui. Toujours est-Il qu'Osorkon revient une dernière fois à Thèbes et rétablit définitivement son autorité contre Sheshonq IV et le grand prêtre Takélot pour devenir le roi Osorkon III, cet évènement se déroule en l'an XXXIX du règne de Sheshonq III et l'an VI du règne de Sheshonq IV. Après cet évènement, le pays est séparé en deux et plus jamais un roi bubstite de la dynastie ne sera reconnu à Thèbes.

##### Le règne d'OsorkonIII

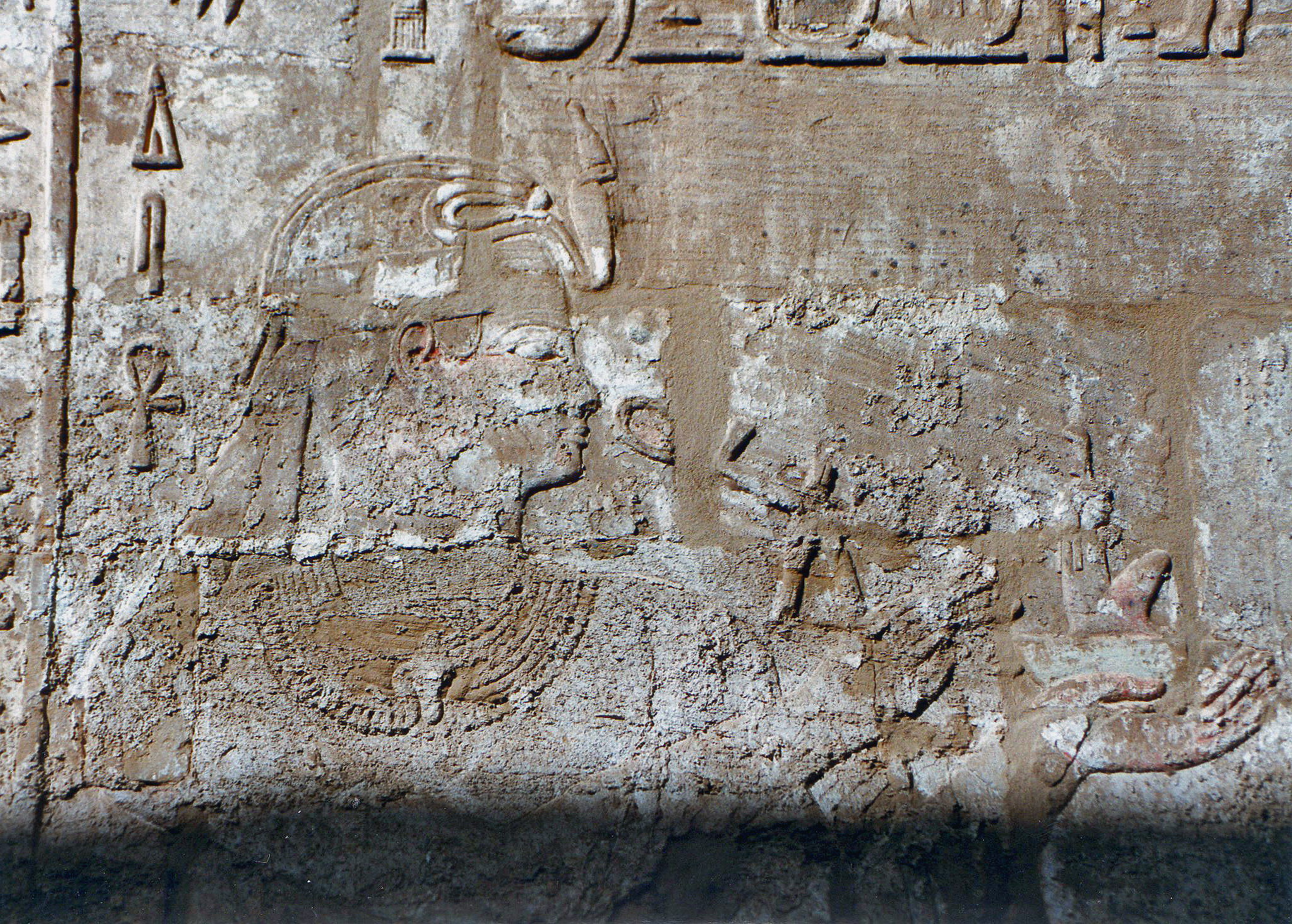
Bas relief érodé d'Osorkon III, donnant une statuette de Maât à Amon.

Osorkon se proclame roi peu après la reconquête de Thèbes. Son règne est semblet-il calme. Il est attesté jusqu'au nord d'Hermopolis, ainsi il n'est pas certain qu'Héracléopolis, verrou stratégique entre le nord et le sud, ait fait partie de son royaume. Il nomme son fils Takélot, le futur Takélot III, comme grand prêtre d'Amon et un autre fils, Djedptahiouefânkh, comme chef des pays étrangers du sud, probablement pour gérer depuis Éléphantine (limite sud de son royaume) les relations avec le royaume de Koush alors en plein essor. De plus, sa fille Chepenoupet Ire est nommée divine adoratrice d'Amon vers 765 AEC, elle inaugure une lignée de divines adoratrices au rayonnement bien supérieur à celles qui l'ont précédée. Le roi, à la fin de son règne, octogénaire, règne en corégence avec son fils Takélot III pendant cinq ans.

##### Fin de la lignée
Takélot III, déjà âgé, règne donc seul après la mort de son père Osorkon III et une corégence de cinq ans, la seule reportée de manière indiscutable de l'histoire égyptienne. La plus haute date connue de son règne date de l'an XIII (incluant donc la corégence avec son père) sur une stèle trouvée dans l'oasis de Dakhla, montrant que le pouvoir thébain était reconnu a minima dans cette oasis. Peu de choses sont connues de son règne et laisse le trône à son frère Roudamon. Peu de choses sont connues du règne de Roudamon, si ce n'est qu'il semble plus présent à Hermopolis en Moyenne-Égypte qu'en thébaïde, signe peut-être d'une première prise de contrôle de cette région par les Koushites. Toujours est-il qu'aucun de ses fils ne lui succède sur le trône, mettant fin à la ligné thébaine de la XXIIe dynastie, à moins qu'un potentiel Sheshonq VII,,.

### Chute de la dynastie

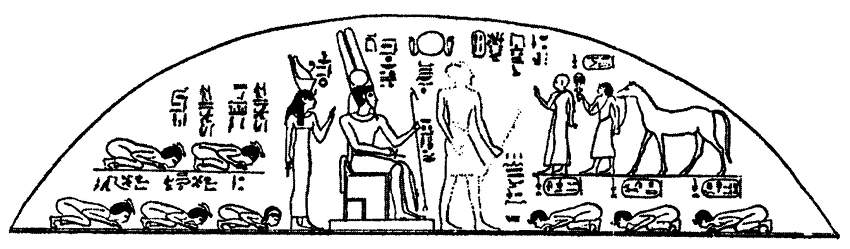
Détail de la stèle de Piânkhy montrant celui-ci recevant l'hommage des rois (à droite) et chefs (à gauche) du Delta

Alors que la lignée thébaine s'arrête vers 750-745 AEC pour laisser place aux Koushites de la XXVe dynastie, des gouverneurs locaux de Moyen-Égypte se proclament rois : Peftjaouaouibastet, gendre de Roudamon, à Héracléopolis, Djéhoutyemhat puis Nimlot III à Hermopolis, Ioupout II. Enfin, le dernier roi de la branche bubastite, Sheshonq V laisse place à la XXIIIe dynastie avec Pétoubastis II puis Osorkon IV. En parallèle, si les dirigeants locaux ne se proclament pas rois, ils agissent en toute indépendance de ces rois, il s'agit principalement de : Bakennefy puis son fils Padiaset d'Athribis, Sheshonq puis son fils Pmouï de Bousiris, Smendès (V) puis Djedamoniouefânkh de Mendès et son fils le général Ânkhhor à Hermopolis Parva, Akanash de Sebennytos et Patjenfy de Per-Sopdou et enfin surtout Tefnakht de Saïs.
C'est dans le cadre de la lutte contre l'expansion koushite en Égypte que se forme une coalition de rois et chefs menée par Tefnakht. Les faits sont relatés sur la stèle des victoires de Piânkhy (XXVe dynastie) qui voit la défaite de la coalition et la soumission à Piânkhy de l'ensemble des rois et chefs égyptiens.. Le successeur de Tefnakht à Saïs, Bakenranef se proclame roi (XXIVe dynastie) et impose son autorité sur la Basse-Égypte et jusqu'à semble-t-il Héracléopolis. Ceci mène à une nouvelle campagne Koushite vers 712 AEC, cette fois-ci mené par le fils et successeur de Piânkhy, le roi Chabataka, qui vainc Bakenranef et impose son autorité à l'ensemble de territoire égyptien, mettant fin aux diverses dynasties locales des XXIIe, XXIIIe et XXIVe dynasties, bien que des rois locaux réémergeront plus tard à Tanis (voir les successeurs de la XXIIIe dynastie) et Saïs (XXVIe dynastie).

## État, société, culture

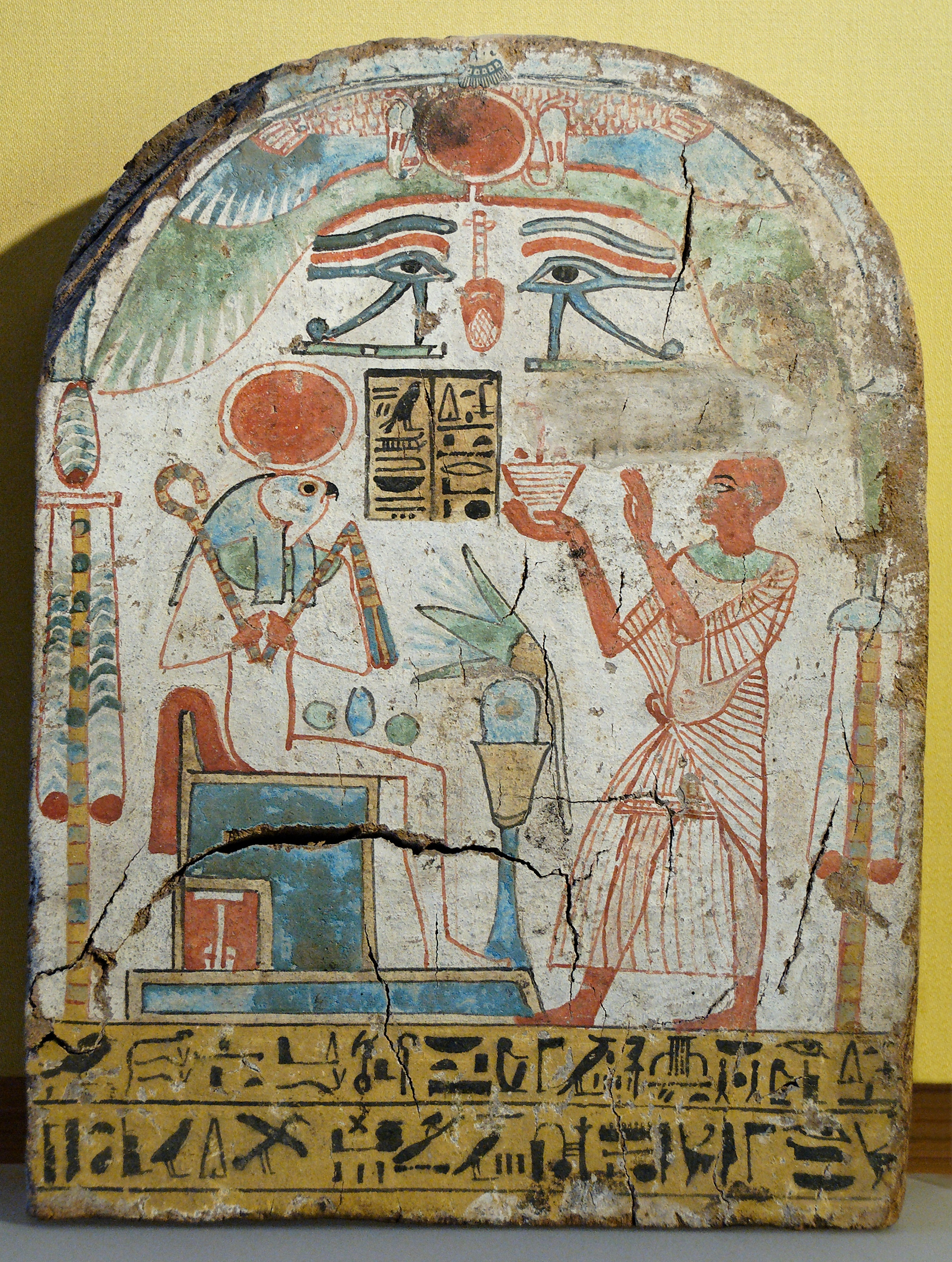
Registre supérieur : le prêtre Padiouset offre de l'encens en l'honneur de Rê-Horakhty-Atoum ; registre inférieur : formule d'offrande à Osiris. Bois enduit et peint, vers 900 AEC.

Les rois de cette dynastie se placent sous la protection du dieu Amon (visible notamment dans leur titulature avec de nombreux Méry-Amon, « l'aimé d'Amon ») et délégueront une partie de leurs pouvoirs aux grands prêtres d'Amon à Thèbes. Mais ils font également référence au passé glorieux représenté par Ramsès II, car de nombreux rois portent son nom de couronnement, Ousermaâtrê, « puissante est la justice (Maât) de Rê », à commencer par Sheshonq Ier.
On qualifie souvent cette dynastie de « bubastite » (de la ville de Bubastis), mais bien qu'elle fût la ville d'origine du fondateur de cette dynastie, et même si ses successeurs y agrandirent le grand temple de Bastet, il semble que le palais royal se trouvait toujours à Tanis (c'est là, en tout cas, que se trouvent les tombes des rois de cette dynastie). Durant cette période, la capitale administrative demeure à Memphis.
Les temples, qui avaient profité des largesses royales sous le Nouvel Empire, sont devenus des relais indispensables en Égypte, depuis la déliquescence du pouvoir royal à la fin de la XXe dynastie. Ils ont assumé, à travers des modifications institutionnelles, la fonction de garants de l'ordre cosmique liée à la perception traditionnelle du monde. Ils ont développé de nouveaux aspects de la théologie, par exemple les cultes des dieux enfants, visant à permettre le renouvellement des grands cycles de l'univers égyptien.
Parallèlement, ils apparaissent comme les médiateurs par excellence entre hommes et dieux, dans la mouvance du développement de la piété personnelle. La montée considérable du culte des animaux sacrés s'inscrit dans ces évolutions, de même que la pratique officielle de l'oracle, et sa diffusion dans la sphère privée. Les Libyens s'assurent le soutien des clergés, en respectant scrupuleusement les obligations religieuses traditionnelles du pouvoir royal : ils reprennent une politique monumentale en faveur des temples, notamment à Bubastis, mais aussi dans les grands sanctuaires de Karnak, Héliopolis, Hermonthis, Abydos, et Tanis qui reste la capitale du nord.
L'art de la période marque la volonté des souverains de se rattacher à la grandeur ramesside, tant dans l'architecture que dans la sculpture monumentale. Il se développe un art du bronze de grande qualité (cf. une statue de la divine adoratrice Karomama).

## Pharaons de laXXIIedynastie
La chronologie suivante est issue de l'ouvrage de Frédéric Payraudeau, à l'exception de Sheshonq VII, non mentionné par ce dernier.
|                                                               |                                |                |                                                                       |                               |  |  |  |  |  |  |  |  |  |  |  |  |  |  |  |
| Rois de Bubastis-Tanis                                        |                                |                |                                                                       |                               |  |  |  |  |  |  |  |  |  |  |  |  |  |  |  |
|                                                               |                                |                |                                                                       |                               |  |  |  |  |  |  |  |  |  |  |  |  |  |  |  |
| Hedjkhéperrê Sheshonq Ier                                     | 943 à 922 AEC                  | Bubastis-Tanis | Tanis ? Bubastis ? Memphis ?                                          | ?                             |  |  |  |  |  |  |  |  |  |  |  |  |  |  |  |
| Sékhemkhéperrê Osorkon Ier                                    | 922 à 887 AEC                  | Bubastis-Tanis | Nécropole royale de Tanis ?                                           | ?                             |  |  |  |  |  |  |  |  |  |  |  |  |  |  |  |
| Hedjkhéperrê Takélot Ier                                      | 887 à 873 AEC                  | Bubastis-Tanis | Pillée : Nécropole royale de Tanis, NRT I                             | Réduite à l'état d'ossements  |  |  |  |  |  |  |  |  |  |  |  |  |  |  |  |
| Toutkhéperrê Sheshonq IIb                                     | 873 à ? AEC                    | Bubastis-Tanis | Nécropole royale de Tanis ?                                           | ?                             |  |  |  |  |  |  |  |  |  |  |  |  |  |  |  |
| Héqakhéperrê Sheshonq II (ou IIa selon Payraudeau)            | ? à 865 AEC                    | Bubastis-Tanis | Partiellement pillée : Nécropole royale de Tanis, NRT III             | Réduite à l'état de squelette |  |  |  |  |  |  |  |  |  |  |  |  |  |  |  |
| Ousermaâtrê Osorkon II Sa-Bastet                              | 865 à 830 AEC                  | Bubastis-Tanis | Pillée : Nécropole royale de Tanis, NRT I                             | Réduite à l'état d'ossements  |  |  |  |  |  |  |  |  |  |  |  |  |  |  |  |
| Ousermaâtrê Sheshonq III Sa-Bastet                            | 830 à 791 AEC                  | Bubastis-Tanis | Pillée : Nécropole royale de Tanis, tombe originelle NRT V puis NRT I | Réduite à l'état d'ossements  |  |  |  |  |  |  |  |  |  |  |  |  |  |  |  |
| Hedjkhéperrê Sheshonq IIIa Sa-Bastet (ou IV selon Payraudeau) | 791 à 778 AEC                  | Bubastis-Tanis | Pillée : Nécropole royale de Tanis, tombe originelle NRT V puis NRT I | Réduite à l'état d'ossements  |  |  |  |  |  |  |  |  |  |  |  |  |  |  |  |
| Ousermaâtrê Pamy Ier Sa-Bastet                                | 778 à 769 AEC                  | Bubastis-Tanis | Pillée : Nécropole royale de Tanis, tombe originelle NRT II           | Réduite à l'état d'ossements  |  |  |  |  |  |  |  |  |  |  |  |  |  |  |  |
| Âakhéperrê Sheshonq V Sa-Bastet                               | 769 à 731 AEC                  | Bubastis-Tanis | Pillée : Nécropole royale de Tanis, NRT V                             | ?                             |  |  |  |  |  |  |  |  |  |  |  |  |  |  |  |
|                                                               |                                |                |                                                                       |                               |  |  |  |  |  |  |  |  |  |  |  |  |  |  |  |
| Rois de Thèbes                                                |                                |                |                                                                       |                               |  |  |  |  |  |  |  |  |  |  |  |  |  |  |  |
|                                                               |                                |                |                                                                       |                               |  |  |  |  |  |  |  |  |  |  |  |  |  |  |  |
| Hedjkhéperrê Horsaïset Ier                                    | 870 à 860 AEC                  | Thèbes         | ?                                                                     | ?                             |  |  |  |  |  |  |  |  |  |  |  |  |  |  |  |
|                                                               |                                |                |                                                                       |                               |  |  |  |  |  |  |  |  |  |  |  |  |  |  |  |
| Hedjkhéperrê Takélot II                                       | 834 à 809 AEC                  | Thèbes         | ?                                                                     | ?                             |  |  |  |  |  |  |  |  |  |  |  |  |  |  |  |
|                                                               |                                |                |                                                                       |                               |  |  |  |  |  |  |  |  |  |  |  |  |  |  |  |
| Ioupout Ier                                                   | 809 à 798 AEC                  | Thèbes         | ?                                                                     | ?                             |  |  |  |  |  |  |  |  |  |  |  |  |  |  |  |
|                                                               |                                |                |                                                                       |                               |  |  |  |  |  |  |  |  |  |  |  |  |  |  |  |
| Ousermaâtrê Osorkon III Sa-Iset                               | 791 à 764 AEC                  | Thèbes         | ?                                                                     | ?                             |  |  |  |  |  |  |  |  |  |  |  |  |  |  |  |
|                                                               |                                |                |                                                                       |                               |  |  |  |  |  |  |  |  |  |  |  |  |  |  |  |
| Ousermaâtrê Takélot III Sa-Iset                               | 768 à 756 AEC                  | Thèbes         | ?                                                                     | ?                             |  |  |  |  |  |  |  |  |  |  |  |  |  |  |  |
|                                                               |                                |                |                                                                       |                               |  |  |  |  |  |  |  |  |  |  |  |  |  |  |  |
| Ousermaâtrê Roudamon                                          | 756 à 750 AEC                  | Thèbes         | ?                                                                     | ?                             |  |  |  |  |  |  |  |  |  |  |  |  |  |  |  |
|                                                               |                                |                |                                                                       |                               |  |  |  |  |  |  |  |  |  |  |  |  |  |  |  |
| Hedjkhéperrê Sheshonq VII Sa-Iset ?                           | vers 750 à 745 AEC ?           | Thèbes         | ?                                                                     | ?                             |  |  |  |  |  |  |  |  |  |  |  |  |  |  |  |
|                                                               |                                |                |                                                                       |                               |  |  |  |  |  |  |  |  |  |  |  |  |  |  |  |
| Menkhéperrê Iny                                               | 750 à 745 AEC ou 720 à 715 AEC | Thèbes         | ?                                                                     | ?                             |  |  |  |  |  |  |  |  |  |  |  |  |  |  |  |
|                                                               |                                |                |                                                                       |                               |  |  |  |  |  |  |  |  |  |  |  |  |  |  |  |
| Rois concurrents de Thèbes                                    |                                |                |                                                                       |                               |  |  |  |  |  |  |  |  |  |  |  |  |  |  |  |
|                                                               |                                |                |                                                                       |                               |  |  |  |  |  |  |  |  |  |  |  |  |  |  |  |
| Ousermaâtrê Pétoubastis Ier                                   | 823 à 797                      | Thèbes         | ?                                                                     | ?                             |  |  |  |  |  |  |  |  |  |  |  |  |  |  |  |
|                                                               |                                |                |                                                                       |                               |  |  |  |  |  |  |  |  |  |  |  |  |  |  |  |
| Ousermaâtrê Sheshonq IV (ou VI selon Payraudeau)              | 797 à 792 AEC                  | Thèbes         | ?                                                                     | ?                             |  |  |  |  |  |  |  |  |  |  |  |  |  |  |  |
|                                                               |                                |                |                                                                       |                               |  |  |  |  |  |  |  |  |  |  |  |  |  |  |  |
| Roi de Léontopolis                                            |                                |                |                                                                       |                               |  |  |  |  |  |  |  |  |  |  |  |  |  |  |  |
|                                                               |                                |                |                                                                       |                               |  |  |  |  |  |  |  |  |  |  |  |  |  |  |  |
| Ousermaâtrê Ioupout II Sa-Bastet                              | vers 735 à 715 AEC             | Léontopolis    | ?                                                                     | ?                             |  |  |  |  |  |  |  |  |  |  |  |  |  |  |  |
|                                                               |                                |                |                                                                       |                               |  |  |  |  |  |  |  |  |  |  |  |  |  |  |  |
| Roi d'Héracléopolis                                           |                                |                |                                                                       |                               |  |  |  |  |  |  |  |  |  |  |  |  |  |  |  |
|                                                               |                                |                |                                                                       |                               |  |  |  |  |  |  |  |  |  |  |  |  |  |  |  |
| Néferkarê Peftjaouaouibastet                                  | vers 750 à 720 AEC             | Héracléopolis  | ?                                                                     | ?                             |  |  |  |  |  |  |  |  |  |  |  |  |  |  |  |
|                                                               |                                |                |                                                                       |                               |  |  |  |  |  |  |  |  |  |  |  |  |  |  |  |
| Rois d'Hermopolis                                             |                                |                |                                                                       |                               |  |  |  |  |  |  |  |  |  |  |  |  |  |  |  |
|                                                               |                                |                |                                                                       |                               |  |  |  |  |  |  |  |  |  |  |  |  |  |  |  |
| Néferkhéperrê Djéhoutyemhat                                   | vers 745 à 735 AEC             | Hermopolis     | ?                                                                     | ?                             |  |  |  |  |  |  |  |  |  |  |  |  |  |  |  |
|                                                               |                                |                |                                                                       |                               |  |  |  |  |  |  |  |  |  |  |  |  |  |  |  |
| Nimlot III                                                    | vers 735 à 720 AEC             | Hermopolis     | ?                                                                     | ?                             |  |  |  |  |  |  |  |  |  |  |  |  |  |  |  |